# Mbugu jezik
Mbugu jezik (kibwyo, ma’a, mbougou, wa maathi, wama’a; ISO 639-3: mhd), miješani bantu-kušitski jezik, kojim govori 7 000 ljudi (1997) u planinama Usambara, u tanzanijskoj regiji Tanga. Ima dva dijalekta, cha ndani i cha kawaida.
Etnička populacija (sebe zovu Wa-Ma'a')znatno je veća, 32 000, ali mnogi govore i jezicima asu [asa], shambala [ksb], ili swahili [swh].

## Vanjske poveznice
- Ethnologue (14th)